# Łąkie (Lipka)
Łąkie (deutsch Lanken) ist ein Dorf im Powiat Złotowski (Flatower Kreis) der polnischen Woiwodschaft Großpolen. Es ist der Landgemeinde Lipka angegliedert.

## Geographische Lage
Das Dorf liegt im ehemaligen Westpreußen, am südlichen Ende des Lankener Sees (Jezioro Łąkie), etwa neun Kilometer westlich des Gemeindesitzes Lipka (Linde) und 17 Kilometer nördlich der Stadt Złotów (Flatow).

## Geschichte

Lanken, südlich des Lankener Sees (Messtischblatt, ca. 1930)

Im Jahr 1652 gab es in der Ortschaft zehn Bauernhöfe. Um 1786 und 1804  wurden in dem adligen Dorf Lanken, das dem Besitzer der Stadt Flatow gehörte, 42 Haushaltungen (Feuerstellen) gezählt. Im Jahr 1833 waren hier 33 Landwirte ansässig. Um die Mitte des 19. Jahrhunderts verfügte Lanken über ein Schulhaus.
Im Jahr 1896 befand sich das Gut Lanken im Besitz der Witwe Justine Schöneberg.
Die Gemeindefläche von Lanken betrug Anfang der 1930er Jahre 17,9 km².  Auf dem Gemeindegebiet standen insgesamt 108 bewohnte Wohnhäuser an drei Wohnplätzen:
- Gogolinshöh
- Gut Lanken
- Lanken

Zum 1. Oktober 1939 wurde die benachbarte Gemeinde Hütte nach Lanken eingemeindet; zu Hütte gehörten auch die Wohnplätze Neu Dobrin und Scholastikowo.
Lanken war bis 1945 eine selbständige Landgemeinde im Landkreis Flatow und Sitz des Amtsbezirks Lanken. Mit dem Kreis Flatow hatte Lanken bis zum Inkrafttreten  des Versailler Vertrags 1920 nach dem Ersten Weltkrieg zum Regierungsbezirk Marienwerder in der Provinz Westpreußen gehört, kam danach zur Provinz Grenzmark Posen-Westpreußen und seit deren Auflösung  1938 zur Provinz Pommern.
Ende Januar/Anfang Februar 1945, kurz vor dem Ende des Zweiten Weltkriegs, wurde die Region von der Roten Armee besetzt. Nach Beendigung der Kampfhandlungen wurde Lanken seitens der sowjetischen Besatzungsmacht der Volksrepublik Polen zur Verwaltung überlassen. Soweit die eingesessenen Dorfbewohner nicht geflohen waren, wurden sie in der darauf folgenden Zeit von der polnischen Administration vertrieben und durch zuwandernde Polen ersetzt. Lanken wurde in Łąkie umbenannt.

### Demographie
| Jahr | Einwohner | Anmerkungen                                                                     |
| ---- | --------- | ------------------------------------------------------------------------------- |
| 1766 | 245       | [ 9 ]                                                                           |
| 1852 | 755       | [ 9 ]                                                                           |
| 1864 | 812       | nach anderer Quelle 869 Einwohner, darunter 574 Evangelische und 233 Katholiken |
| 1925 | 720       | darunter 275 Katholiken, keine Juden                                            |
| 1933 | 688       | [ 11 ]                                                                          |
| 1939 | 856       | [ 11 ]                                                                          |

## Kirchspiel
Die Evangelischen in Lanken gehörten zum Kirchspiel Preußisch Friedland. Um die Mitte des 19. Jahrhunderts hielt ein Lehrer im Schulhaus von Lanken sonntags einen Gottesdienst ab. Die Katholiken waren in Zakrzewo eingepfarrt.

## Verkehr
Zu der Ortschaft führt die  Straße von Debrzno (Preußisch Friedland) nach Jastrowie (Jastrow).

## Persönlichkeiten
- Heinrich von Brandt (1789–1868), preußischer General der Infanterie und Militärschriftsteller.
- Ansgarius Warnke (1905–1943), Missionar und Märtyrer